# Owerlok
Owerlok (z ang. overlock)  – rodzaj ściegu krawieckiego służącego do łączenia, zabezpieczania lub ozdobnego wykańczania elementów odzieży i innych wyrobów przemysłu odzieżowego. Niezbędny przy produkcji odzieży wykonanej z materiałów elastycznych, np. dzianin. Nazwa ta również odnosi się do maszyn szwalniczych wykonujących ten ścieg.

## Historia
Owerlok, obecnie powszechnie stosowany w przemyśle odzieżowym, został po raz pierwszy zastosowany przez firmę Merrow Machine w 1881, stąd znany jest również pod nazwą - merrowing.
J. Makens Merrow i jego syn Joseph Merrow byli właścicielami zakładu dziewiarskiego założonego w Connecticut w 1834. Wprowadzili wiele nowinek technologicznych wykorzystywanych w operacjach dziewiarskich. Pierwszym patentem Merrowów była maszyna do szydełkowania. 
Firma Merrow Machine wciąż produkuje maszyny do szydełkowania, oparte na pierwszym modelu. Nowa technologia była punktem startu w rozwoju owerloka, patentu Josepha Merrowa w 1889. W odróżnieniu od standardowego ściegu łańcuszkowego, który używa szpulki umieszczonej wewnątrz maszyny, owerloki używają chwytaczy (górnego i dolnego) do tworzenia pętli z nitki dla przechodzącej przez nią igły, w sposób podobny do szydełkowania. Oryginalna trójnitkowa maszyna szyjąca „overedge” Merrowa była prekursorem współczesnych owerloków. Z czasem, firma Merrow Machine utorowała drogę dla nowych konstrukcji maszyn do tworzenia skomplikowanych ściegów, takich jak dwu- i czteronitkowych, ściegów stykowych jednonitkowych i maszyn z urządzeniem do obcinania krawędzi.
Przez początkowy okres XIX wieku obszar Connecticut i Nowy Jork były centrami produkcji tekstylnej i maszynowej. W konsekwencji wiele firm wykorzystujących owerloki powstało w północno-wschodniej części Stanów Zjednoczonych.
W 1964 powstała firma Juki – prekursor nowoczesnych owerloków. W latach osiemdziesiątych Japonia oraz Chiny zdominowały produkcję maszyn szwalniczych.
Dziś firma Merrow Sewing Machine jest jedną z 12 głównych światowych marek i jedną z około dwustu firm wytwarzających owerloki. Dwie podobne to Juki i Brother, których maszyny ustanowiły poziom szybkości oraz wydajności niespotykany dotąd w przemyśle.

## Domowe owerloki

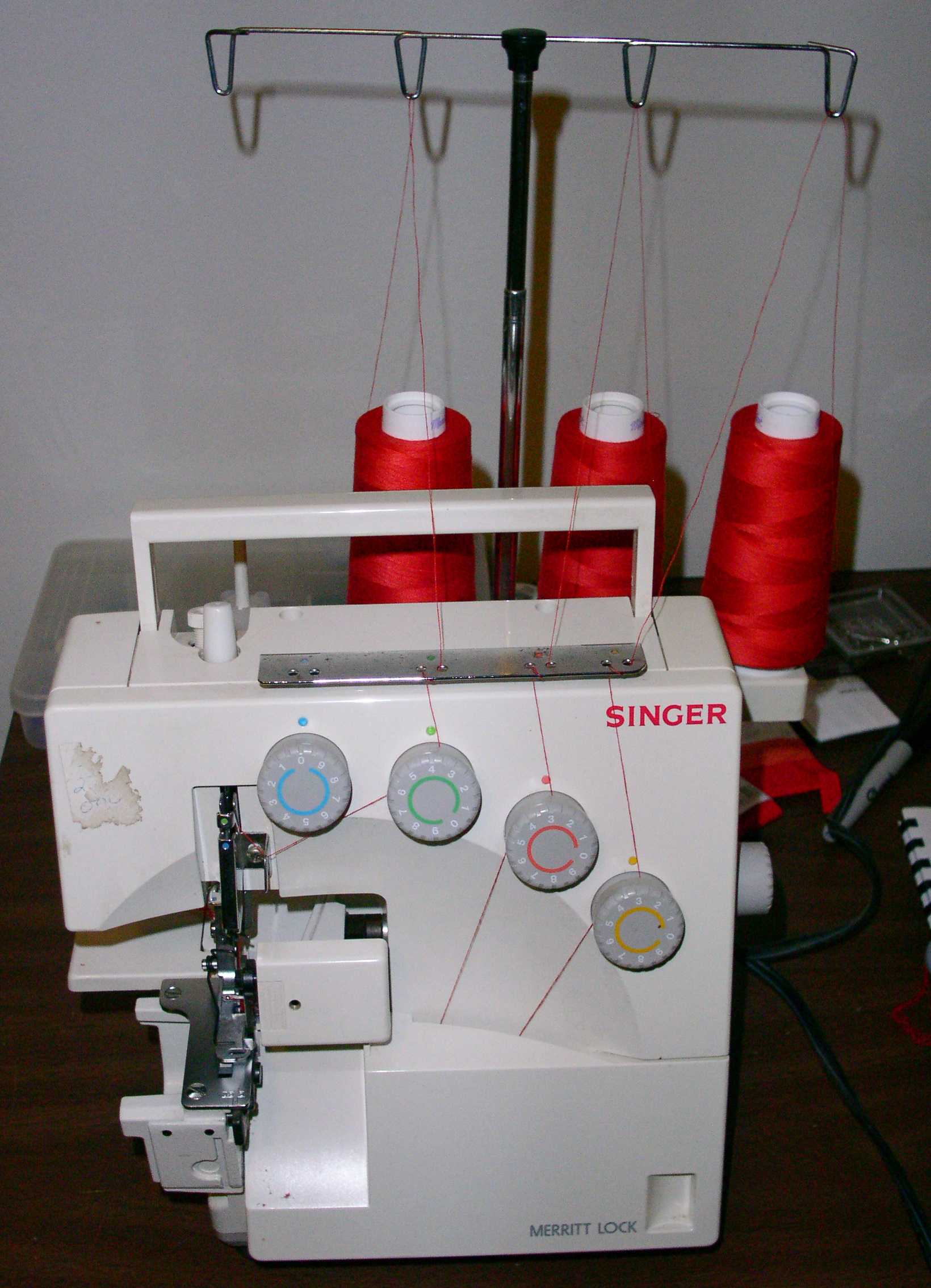
Domowy owerlok 4-nitkowy

Rozwijając konstrukcje maszyn przemysłowych, wiele wytwórni zaczęło konkurować na rynku maszyn domowych. Forma ściegu jest podobna do tego w modelach przemysłowych, z kilkoma ważnymi wyjątkami. Po pierwsze, domowe maszyny szyją z szybkością, w przybliżeniu, 1000 w/m (wkłuć na minutę), podczas gdy modele przemysłowe do 9500 w/m. Po drugie, maszyny domowe zostały stworzone do szycia wielu różnych wzorów (ściegów), natomiast przemysłowe są najczęściej projektowane do wykonywania jednej operacji.

## Ścieg owerlok
Jest to ścieg na krawędzi jednego lub kilku kawałków materiału w celu ich połączenia, wykończenia, obrębienia (mereżki) lub obszycia. Obecnie owerloki obcinają krawędzie materiału, jednak część tańszych maszyn do użytku domowego nie ma urządzenia obcinającego. Zastosowanie automatycznych urządzeń obcinających pozwala na wykonanie łatwych i szybkich wykończeń. Owerlok różni się od typowej maszyny do szycia tym, że używa specjalnych chwytaczy zamiast szpulek. Chwytacze służą do tworzenia pętli (z nitek) w taki sposób, że maszyna przeprowadza igłę z nitką przez warstwy materiału, tak żeby krawędzie materiału były w obrębie ściegu. Owerloki pracują z reguły przy wysokich obrotach, od 1000 do 9000 obr./min. Większość z nich posiada ustawienia do wykańczania, mereżki i szycia różnego rodzaju materiałów.

### Rodzaje ściegów owerlok
Ściegi owerlok są uniwersalne, ponieważ mogą być użyte dla dekoracji, wzmocnienia lub łączenia elementów odzieży. Są podzielone na wiele rodzajów. Najprostszym jest podział w zależności od liczby nici użytych w ściegu. Przemysłowe owerloki są zazwyczaj zbudowane jako 1-, 2-, 3-, 4- lub 5-nitkowe. Każda z tych kombinacji posiada specjalne zastosowanie:
- ścieg jednonitkowy jest używany do stykowego zszywania krawędzi materiału.
- ściegi dwu- i trzynitkowe, znane również jako na okrętkę, najbardziej powszechne, używane do wykańczania, obszywania dzianin i tkanin
- ściegi czteronitkowe tworzą mocne połączenia, zachowując elastyczność i zabezpieczają krawędzie materiału
- ściegi pięcionitkowe, do wykonania których używa się 2. igieł, są nazywane „bezpiecznymi”, tworzą bardzo mocne połączenia używane w przemysłowej produkcji odzieży[1].

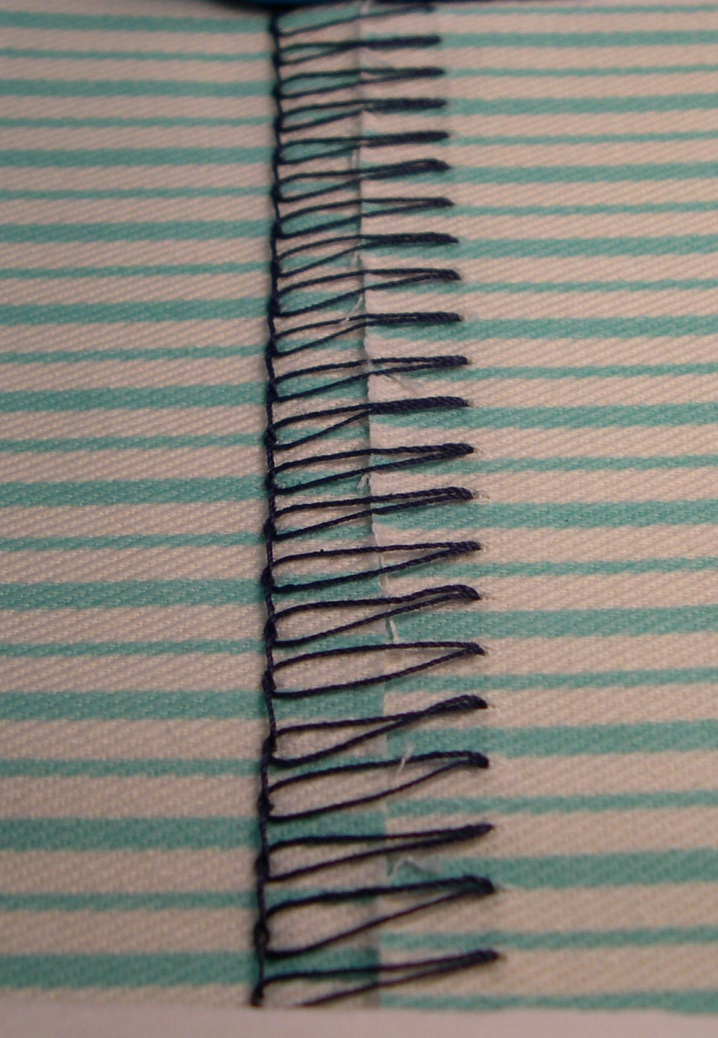
Owerlok jednonitkowy - ścieg stykowy, gęst. - 5 w/cm, szer. - 16 mm
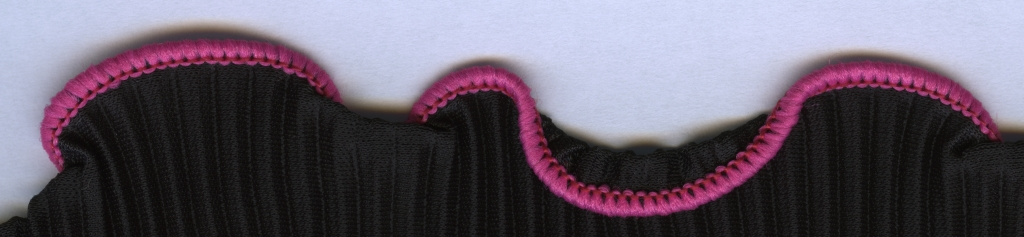
Owerlok dwunitkowy - ozdobne, falujące wykończenie brzegu dzianiny, gęst. - 8 w/cm, szer. -  3 mm
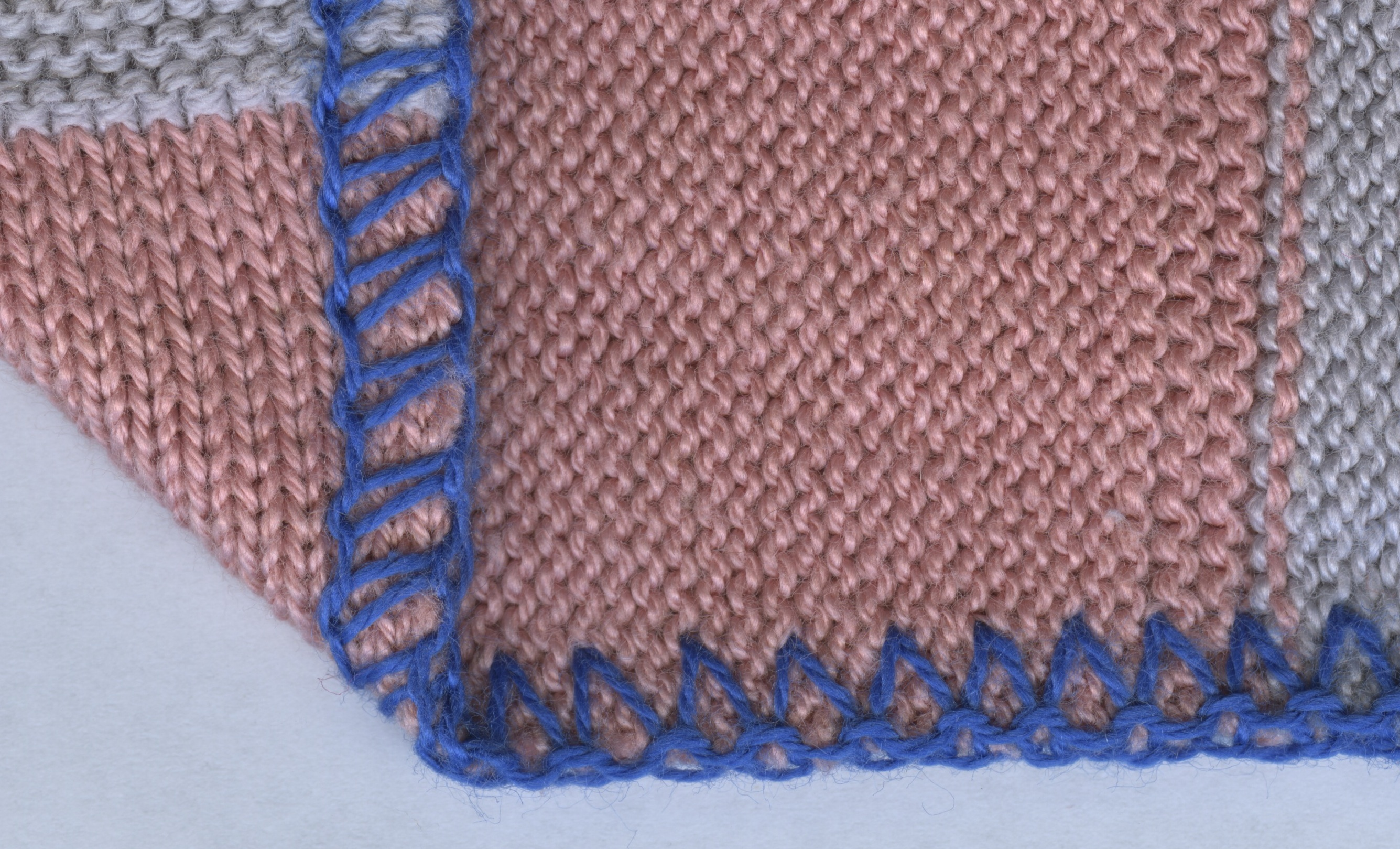
Owerlok trzynitkowy - zabezpieczenie brzegu, gęst. - 3 w/cm, szer. - 6,3 mm
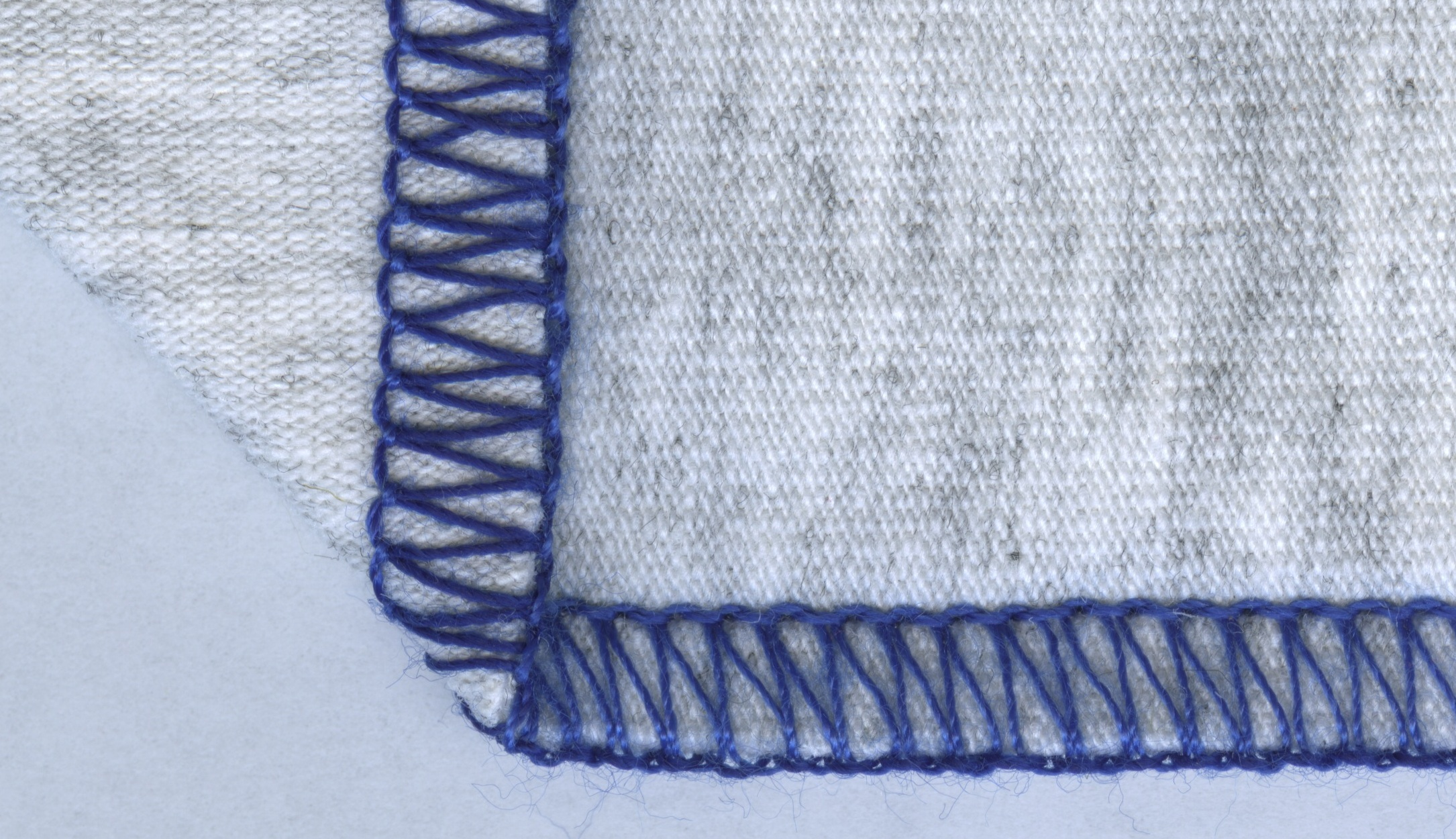
Owerlok czteronitkowy, gęst. - 7 w/cm, szer. - 4 mm

### Parametry ściegów owerlok
Głównymi parametrami ściegu owerlok są liczba zastosowanych nitek, gęstość ściegu oraz szerokość ściegu. 
- liczba nici zmienia się w zakresie od 1 do 5
- gęstość wskazuje liczbę przeszyć (wkłuć) na centymetr, które można regulować. Różne gęstości tworzą mniej lub bardziej zwarte i trwałe krawędzie
- szerokość ściegu określa odległość ściegu od krawędzi materiału. Szerokość ściegu owerlok do zastosowań krawieckich wynosi 1-16 mm, a w maszynach do obszywania dywanów najczęściej ok. 15 mm.

Stosuje się dodatkowe mechanizmy transportu materiału, umożliwiające marszczenie górnej lub dolnej warstwy materiału, rozciąganie materiału podczas wszywania gumek do bielizny, falowania materiału (efekt liścia sałaty), noże obcinające nadmiar materiału itp.

### Tworzenie ściegu owerlok

Owerlok trzynitkowy drabinkowy

1. W momencie przejścia igły przez materiał, przy igle tworzy się pętla z nitki (nitka żółta).
2. W trakcie ruchu igły w materiale, w dół, dolny chwytacz rozpoczyna swój ruch z lewej do prawej.
3. Końcówka dolnego chwytacza przechodzi przez pętlę utworzoną z żółtej nitki. Podczas wykonywania tego ruchu dolna nitka (biała) jest wprowadzana w pętlę utworzoną z nitki żółtej.
4. Podczas gdy dolny chwytacz porusza się z lewej do prawej, górny chwytacz przesuwa się z prawej do lewej. Końcówka górnego chwytacza przechodzi za dolnym chwytaczem, przenosząc nitkę (czarną) poza żółtą nitką z igły i białą nitką dolnego chwytacza.
5. Teraz dolny chwytacz rozpoczyna swój ruch do tyłu, do skrajnej lewej pozycji. Kiedy górny chwytacz kontynuuje swój ruch w lewo, dolny chwytacz pozostaje w bezruchu, przytrzymując nitkę lekko naprężoną.
6. Igła ponownie zaczyna swój skierowany w dół ruch w miejscu przejścia górnego chwytacza i przez pętlę utworzoną przez górny chwytacz. Cały cykl powtarza się.

Nitki biała i czarna tworzą oplot brzegu ściegu, a nitka żółta przeszywa ten oplot razem z materiałem, tworząc bardzo skuteczne zabezpieczenie brzegu i mocny ścieg.

## Podstawowe zastosowania
- zszywanie elementów odzieży i bielizny wykonanej z dzianin (ściegi są elastyczne – rozciągliwe)
- zabezpieczanie brzegów formatek krawieckich wykonanych z tkanin i dzianin przed wysnuwaniem się (pruciem) nitek brzegowych – obrębianie
- wykańczanie brzegów dywanów, chodników itp.
- wykonywanie ściegów ozdobnych w odzieży i bieliźnie
- wszywanie taśm, sznurów, gumek do bielizny i odzieży